# Medinilla teysmanni
Medinilla teysmanni är en tvåhjärtbladig växtart som beskrevs av Friedrich Anton Wilhelm Miquel. Medinilla teysmanni ingår i släktet Medinilla och familjen Melastomataceae. Inga underarter finns listade i Catalogue of Life.